# کامیونکی (استان لهستان بزرگ‌تر)
کامیونکی (به لهستانی:  Kamionki) یک روستا در لهستان است که در گمینا کورنگک واقع شده‌است.
 کامیونکی  ۱٬۳۷۳ نفر جمعیت دارد و ۸۰ متر بالاتر از سطح دریا واقع شده‌است.